# Исаков, Николай Васильевич
Никола́й Васи́льевич Иса́ков (1821, Москва — 1891, Москва) — генерал от инфантерии (1878), попечитель Московского учебного округа (1859—1863); главный начальник военно-учебных заведений России (1863—1881), руководитель реформы военного образования 1860-х и 1870-х гг.

## Биография
Родился 10 (22) февраля 1821 года в Москве. Сын придворного берейтора Василия Григорьевича Исакова (1787—1840) и Марии Ивановны Карачаровой, воспитанницы московского Екатерининского института. На церемонии погребения Александра I его отец исполнял обязанности «радостного латника» нового государя. В семье было ещё трое детей: Павел (1819—1878), Владимир (1822—?) и Дмитрий (1823—1866). Николай Исаков был очень похож внешне на цесаревича Александра Николаевича, причём сам Николай I якобы объяснял это сходство тем, что его настоящим отцом был Александр I.
Получил воспитание в Московском кадетском корпусе, откуда выпущен 8 сентября 1839 года (со старшинством с 4 сентября 1838 года) прапорщиком в 12-ю конную батарею, затем служил в штабе 6-й конно-артиллерийской бригады. Через три года Исаков поступил в Императорскую военную академию, окончил её курс с отличием.

### Служба при Генеральном штабе и в действующей армии
9 января 1841 года был причислен к Генеральному штабу и служил сперва при департаменте Генерального штаба, а потом при 3-м корпусе и уже в 1845 году исправлял должность дивизионного квартирмейстера 3-й лёгкой конной дивизии. 10 июля 1844 года произведён в подпоручики и 1 сентября 1845 года — в поручики.
В начале 1846 года Исаков был командирован на Кавказ, где на протяжении двух лет участвовал в ряде экспедиций в Чечне и Дагестане, состоя офицером Генерального штаба при Дагестанском отряде князя М. З. Аргутинского-Долгорукого. Исаков отличился при штурме аула Салты в сентябре 1847 года, при обороне Салтинских высот в октябре того же года, в боевых действиях под Гергебилем в июле и при Мискинджи в сентябре 1848 года. За храбрость и распорядительность был неоднократно награждён. В конце 1848 года штабс-капитан Исаков был послан графом М. С. Воронцовым к императору Николаю I с донесением об усмирении Северного Дагестана. Император пожаловал его званием флигель-адъютанта.
В 1849 г. Исаков состоял при генерале графе П. Х. Граббе, посланном в Константинополь для переговоров по поводу предполагавшихся действий против венгров, а во время войны находился при отряде у того же графа Граббе, с успехом исполнял все возлагавшиеся на него важные поручения, за отличие в сражении при Дебрецене произведён 24 июля 1849 г. в подполковники и был посылаем с театра войны в Варшаву для доклада Государю. За выполнение особых поручений во время Венгерской кампании Исаков получил 28 января 1850 г. орден св. Анны 2-й степени.
С конца 1849 по апрель 1854 г. неоднократно исполнял различные поручения по линии Генерального штаба, с марта по сентябрь 1850 г. был прикомандирован к лейб-гвардии Преображенскому полку для занятий по фронтовой, лагерной и гарнизонной службе.
11 апреля 1854 года был произведён в полковники и в июне—июле был командирован с особым поручением Николая I к королям Баварскому, Вюртембергскому и Саксонскому; затем ему был поручен осмотр резервных войск, парков и транспортов, назначенных для отправления в Дунайскую армию. В начале Восточной войны Н. В. Исаков был назначен начальником штаба Кронштадтского гарнизона, но вскоре перешёл в действующую армию и вступил в должность начальника штаба 6-го армейского корпуса, участвовал в сражениях при Альме (за отличие в этом сражении был награждён орденом св. Владимира 3-й степени с мечами), Инкермане, на Чёрной речке, и в защите Севастополя. В день коронации императора Александра II (8 сентября 1856 г.) Исаков был произведён в генерал-майоры с зачислением в Свиту Его Императорского Величества.

### Благосклонность Александра II
С окончанием Крымской войны оканчивается и боевая служба Исакова. Императорская фамилия радела о том, чтобы пристроить своего предполагаемого родственника на высокопоставленную синекуру. Государственному канцлеру А. М. Горчакову было рекомендовано рассмотреть его кандидатуру на пост посланника в Вюртембергском королевстве, однако тот решительно отказался принять на дипломатическую службу «бездарного, но ловкого придворного интригана».
В 1858 году Исаков был командирован от Министерства внутренних дел в Эстляндскую губернию для исследования причин крестьянских волнений и представил обстоятельный отчёт о положении земледельческого класса в Остзейском крае. В том же году был назначен членом присутствия Земского отдела, учреждённого для рассмотрения поступавших из губернских комитетов проектов по новому устройству быта крестьян.
С 1859 по 1863 год Исаков занимал пост попечителя Московского учебного округа. В его управление округом в Московском университете было восстановлено преподавание всеобщей географии и учреждена кафедра государственного права европейских держав. По его ходатайству устроены в Московском округе педагогические курсы для приготовления преподавателей в средние учебные заведения, а впоследствии ассигнована сумма и на приготовление учителей для народных училищ. В 1862 году он ездил за границу, чтобы лично ознакомиться с существовавшими там училищными системами и со вспомогательными учреждениями по народному образованию. По его представлению переведён был в Москву Румянцевский музей и устроены в нём университетские коллекции и кабинеты, публичная библиотека.
В это же время Исаков состоял членом Московского отдела Главного совета женских учебных заведений, председателем в Императорском обществе испытателей природы и вице-председателем в Обществе истории и древностей российских. По оставлении же должности попечителя был избран почётным членом названных обществ и учреждений и почётным членом Московского Императорского университета (1865).

### Главный начальник военно-учебных заведений
В 1863 году Исаков был назначен главным начальником военно-учебных заведений. При его деятельном участии, под руководством военного министра генерал-адъютанта графа Д. А. Милютина состоялась реформа военно-учебных заведений. Основная мысль её заключалась в отделении специально-военных классов от общеобразовательных в особые заведения. Таким образом установлены два главных типа военно-учебных заведений: военные и юнкерские училища, с двухгодичным военно-специальным курсом и общеобразовательные военные гимназии с семилетним курсом реального характера; для менее способных учащихся учреждены военные прогимназии с четырёхгодичным элементарным курсом; из них одна (Вольская) была приспособлена для нравственного исправления малолетних. Для привлечения на службу в преобразованные заведения возможно лучших сил испрошены, были для всех служащих по этой части новые служебные преимущества и учреждены педагогические курсы, давшие более 80 преподавателей с высшим образованием, и учительская семинария военного ведомства в Москве, откуда выпущено более 400 учителей и воспитателей для военных прогимназий и военно-фельдшерских школ. Лучшие преподаватели командировались за границу с педагогическою целью, при Главном управлении военно-учебных заведений издавался журнал, «Педагогический сборник» неофициальная часть которого была посвящена разработке вопросов теории и практики воспитания и обучения; учреждена центральная педагогическая библиотека, в которой было собрано до 13000 томов. В 1881 г. военные и юнкерские училища могли уже замещать своими выпусками до 80 % ежегодной убыли офицеров в войсках всех родов оружия, тогда как до 1863 г. из военно-учебных заведений пополнялось не более 30 % всего числа офицерских вакансий, остальные же вакансии замещались производством из нижних чинов. П. А. Алексеев, сам бывший воспитателем в эпоху реформ, вспоминая то время, писал:
Какое он вносил всюду спокойствие, рассудительность, добросердечие, но, право, не послабление, не распущенность! Никого он не распекал, не благодарил, а большинство работало и, важнее всего, работало не для показу. Умный и хороший был у нас главный начальник.
В 1870 г. он принял на себя инициативу создания в Санкт-Петербурге музея прикладных знаний, для которого было отведено здание Соляного городка. Быстро приспособленное, оно уже к концу 1871 г. превращается в тот научно-образовательный центр, который, объединяя музеи педагогический, военно-учебных заведений, сельскохозяйственный и Императорского технического общества, в течение многих лет служит местом просвещения. Такой же музей в Москве в значительной степени также обязан своим возникновением мысли и трудам Исакова. В 1872 году был председателем организационного комитета грандиозной Политехнической выставки в Москве.
Принимая с начала 1870-х гг. ближайшее участие в делах Общества российского «Красного Креста», по должности товарища его председателя, Исаков в 1877—1878 гг. вынес на себе всю тяжесть организации помощи раненым в русско-турецкую войну, так как на него, по желанию императрицы Марии Александровны, было возложено руководство всем этим делом в качестве председателя на время войны образованной исполнительной комиссии. Точно так же пришлось Исакову внести новные мысли и сделать решительные шаги в деле общественной и частной благотворительности. С 1873 г., избранный членом совета Императорского Человеколюбивого общества, Исаков принял на себя труд приведения в порядок многих частей этого крупного учреждения. Между прочим, он предпринял, при добровольном содействии ряда лиц, собирание и издание сведений о благотворительности в России и за границей и содействовал основанию журнала для разработки касающихся её вопросов. Когда Человеколюбивое общество отказалось дать средства на это издание, он принял расходы на себя. Этого сборника вышло 7 томов, и много статей для него было написано самим Исаковым.
Во время управления военно-учебными заведениями Исаков был произведён 30 августа 1865 г. в генерал-лейтенанты, 4 апреля 1865 г. назначен генерал-адъютантом, 17 апреля 1870 г. получил орден св. Александра Невского и 30 августа 1875 г. алмазные знаки к этому ордену, 16 апреля 1878 г. получил чин генерала от инфантерии, был избран почётным членом Академии Художеств, Общества распространения полезных книг, обществ Технического, Русского музыкального и других.
В 1881 г. он оставил должность начальника военно-учебных заведений и назначен членом Государственного совета. В 1889 г., в день пятидесятилетнего юбилея службы в офицерских чинах, Н. В. Исаков был награждён орденом св. Андрея Первозванного при милостивом Высочайшем рескрипте.
Умер 25 февраля (9 марта) 1891 года, похоронен в Даниловом монастыре в Москве.

## Награды
- Орден Святой Анны 4-й степени с надписью «За храбрость» (17 марта 1846 года).
- Орден Святого Владимира 4-й степени с бантом (30 сентября 1847 года, за отличие при штурме аула Салты).
- Орден Святой Анны 3-й степени с бантом (20 октября 1847 года, за отличие при обороне Салтинских высот).
- Золотая шпага с надписью «За храбрость» (16 августа 1849 года, за отличие под Гергебилем).
- Орден Святого Станислава 1-й степени (17 апреля 1859 года).
- Орден Святой Анны 1-й степени с мечами (23 декабря 1861 года).
- Орден Святого Владимира 2-й степени с мечами (6 декабря 1862 года).
- Орден Белого Орла (16 апреля 1867 года).
- Орден Святого Владимира 1-й степени (15 мая 1883 года).
- Орден Святого Апостола Андрея Первозванного (1889)

## Семья
Жена (с 10 января 1851 года) — Анна Петровна Лопухина (1829—17.10.1910), внучка генерал-лейтенанта Е. Е. Удома, дочь черниговского уездного предводителя дворянства богача П. Ф. Лопухина. Венчание её с красавцем Исаковым, за которого некогда передрались петербургские барыни высшего света, было в имении Лопухиных в местечке Златополь Чигиринского уезда в Свято-Николаевской церкви. За заслуги мужа была пожалована в кавалерственные дамы ордена св. Екатерины (малого креста) (11.07.1882). Скончалась в Царском селе. В браке имела детей:
- Пётр (29.02.1852—1917), крещен 3 апреля 1852 года в церкви Главного придворного госпиталя, крестник Николая I и Е. Ф. Лопухиной[11]. Экономист, организатор и председатель Русского литературного общества, руководитель Союза русских писателей;
- Мария (18.05.1853—1922), крещена 4 июня в церкви Воскресения Христова в Царском Селе[12], замужем за генерал-адъютантом князем С. И. Васильчиковым;
- Василий (1856—1912), певец-дилетант (тенор);
- Сергей (1859—1946), состоял в ведомстве Министерства иностранных дел, камер-юнкер, отец С. С. Исакова.
- Екатерина (1864—1948), фрейлина; замужем за петербургским губернатором графом А. В. Адлербергом.